# Isabel Rodríguez Bergareche
Isabel Rodríguez (Euskadi, 26 de marzo de 1975) es una exjugadora española de rugby. Fue internacional con la Selección española femenina y jugó para el Getxo Rugby Taldea.  

## Biografía
Isabel Rodríguez participò en el Torneo Seis Naciones femenino .
Fue seleccionada para la Copa Mundial de Rugby Femenina de 2002 y de 2006.

## Palmarés
- 56 internacionalidades con la Selección española (debutó el 15 de febrero del 2003 contra Italia)
- 65 internacionalidades con la Selección española de rugby a 7
- Varias participaciones en el Torneo Seis Naciones
- Participación en la Copa del Mundo de 2002 y de 2006